# Новоберезовське сільське поселення (Аромашевський район)
Новобере́зовське сільське поселення (рос. Новоберёзовское сельское поселение) — муніципальне утворення у складі Аромашевського району Тюменської області, Росія.
Адміністративний центр — село Новоберезовка.

## Історія
2004 року був ліквідований присілок Половинка.

## Населення
Населення — 494 особи (2020; 559 у 2018, 726 у 2010, 883 у 2002).

## Склад
До складу поселення входять такі населені пункти:
| Населений пункт       | Населення, осіб (2002) | Населення, осіб (2010) |
| --------------------- | ---------------------- | ---------------------- |
| Великий Кусеряк, село | 137                    | 117                    |
| Новоберезовка, село   | 746                    | 609                    |
| Половинка, присілок   | 0                      | -                      |